# Storbritanniens Grand Prix 2012
Storbritanniens Grand Prix 2012, officiellt 2012 Santander British Grand Prix, var en Formel 1-tävling som hölls den 8 juli 2012 på Silverstone Circuit i Silverstone, Storbritannien. Det var den nionde tävlingen av Formel 1-säsongen 2012 och kördes över 52 varv. Vinnare av loppet blev Mark Webber för Red Bull, tvåa blev Fernando Alonso för Ferrari och på tredje plats kom Sebastian Vettel för Red Bull.

## Kvalet

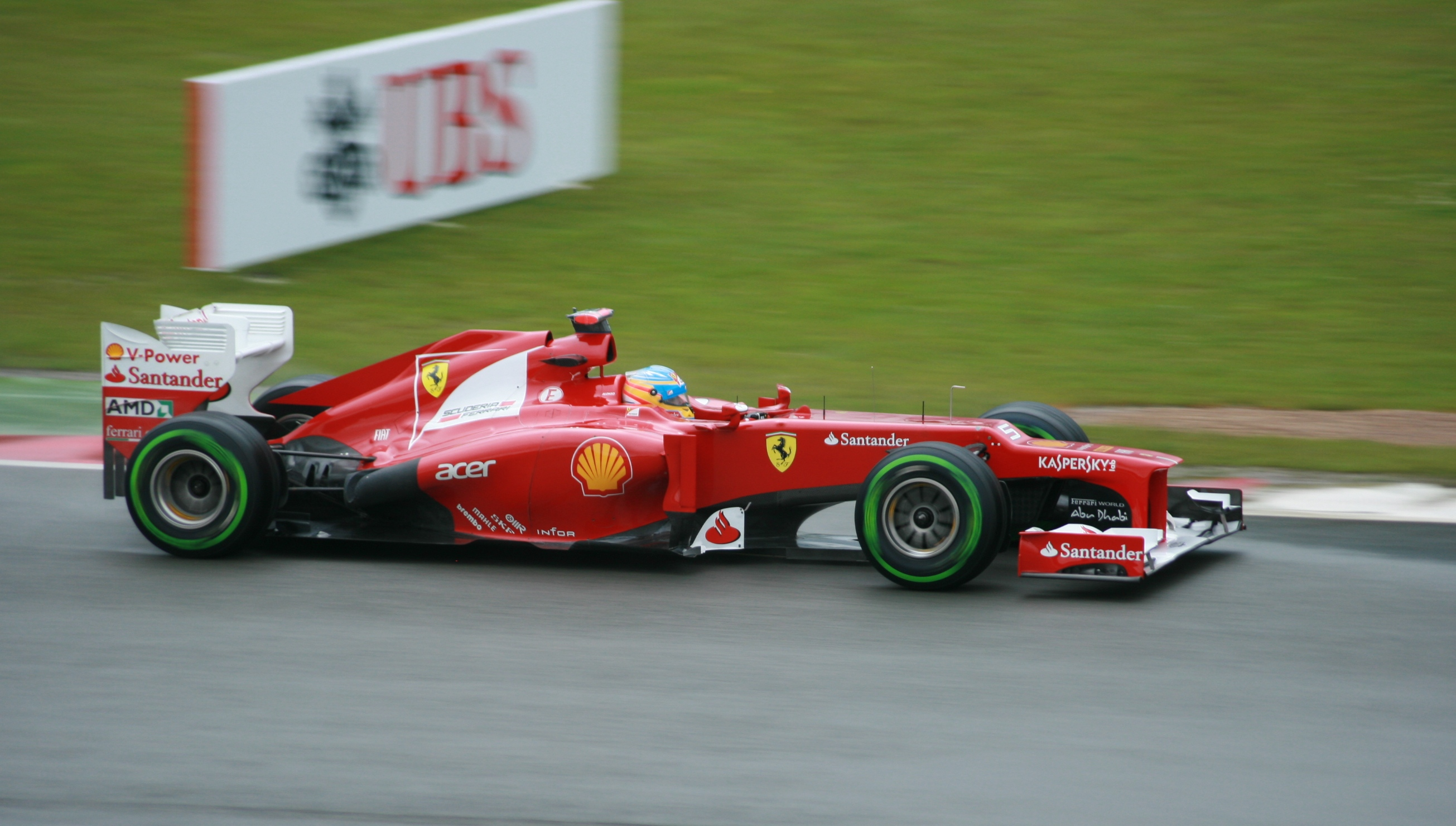
Fernando Alonso tog pole position.

| KR. | Nr | Förare             | Konstruktör          | Q1       | Q2       | Q3        | Grid |
| --- | -- | ------------------ | -------------------- | -------- | -------- | --------- | ---- |
| 1   | 5  | Fernando Alonso    | Ferrari              | 1.46,515 | 1.56,921 | 1.51,746  | 1    |
| 2   | 2  | Mark Webber        | Red Bull-Renault     | 1.47,276 | 1.55,898 | 1.51,793  | 2    |
| 3   | 7  | Michael Schumacher | Mercedes             | 1.46,571 | 1.55,799 | 1.52,020  | 3    |
| 4   | 1  | Sebastian Vettel   | Red Bull-Renault     | 1.46,279 | 1.56,931 | 1.52,199  | 4    |
| 5   | 6  | Felipe Massa       | Ferrari              | 1.47,401 | 1.56,388 | 1.53,065  | 5    |
| 6   | 9  | Kimi Räikkönen     | Lotus-Renault        | 1.47,309 | 1.56,469 | 1.53,290  | 6    |
| 7   | 18 | Pastor Maldonado   | Williams-Renault     | 1.46,449 | 1.56,802 | 1.53,539  | 7    |
| 8   | 4  | Lewis Hamilton     | McLaren-Mercedes     | 1.47,433 | 1.54,897 | 1.53,543  | 8    |
| 9   | 12 | Nico Hülkenberg    | Force India-Mercedes | 1.46,334 | 1.55,556 | 1.54,382  | 141  |
| 10  | 10 | Romain Grosjean    | Lotus-Renault        | 1.47,043 | 1.56,388 | Ingen tid | 9    |
| 11  | 11 | Paul di Resta      | Force India-Mercedes | 1.47,582 | 1.57,009 |           | 10   |
| 12  | 14 | Kamui Kobayashi    | Sauber-Ferrari       | 1.46,649 | 1.57,071 |           | 172  |
| 13  | 8  | Nico Rosberg       | Mercedes             | 1.47,724 | 1.57,108 |           | 11   |
| 14  | 16 | Daniel Ricciardo   | Toro Rosso-Ferrari   | 1.47,266 | 1.57,132 |           | 12   |
| 15  | 19 | Bruno Senna        | Williams-Renault     | 1.47,105 | 1.57,426 |           | 13   |
| 16  | 17 | Jean-Éric Vergne   | Toro Rosso-Ferrari   | 1.47,705 | 1.57,719 |           | 233  |
| 17  | 15 | Sergio Pérez       | Sauber-Ferrari       | 1.46,494 | 1.57,895 |           | 15   |
| 18  | 3  | Jenson Button      | McLaren-Mercedes     | 1.48,044 |          |           | 16   |
| 19  | 21 | Vitalij Petrov     | Caterham-Renault     | 1.49,027 |          |           | 18   |
| 20  | 20 | Heikki Kovalainen  | Caterham-Renault     | 1.49,477 |          |           | 19   |
| 21  | 24 | Timo Glock         | Marussia-Cosworth    | 1.51,618 |          |           | 20   |
| 22  | 22 | Pedro de la Rosa   | HRT-Cosworth         | 1.52,742 |          |           | 21   |
| 23  | 23 | Narain Karthikeyan | HRT-Cosworth         | 1.53,040 |          |           | 22   |
| 24  | 25 | Charles Pic        | Marussia-Cosworth    | 1.54,143 |          |           | 244  |

| Vidare från första kvalrundan ▬▬ Vidare från andra kvalrundan ▬▬ |

Noteringar:
- ^1  — Nico Hülkenberg fick fem platsers nedflyttning efter ett otillåtet växellådsbyte.[1]
- ^2  — Kamui Kobayashi fick fem platsers nedflyttning för att ha orsakat en kollision med Felipe Massa i den föregående tävlingen.[2]
- ^3  — Jean-Éric Vergne fick fem platsers nedflyttning för att ha orsakat en kollision med Heikki Kovalainen i den föregående tävlingen.[2]
- ^4  — Charles Pic misslyckades att nå gränsen på 107 procent av det snabbaste varvet i Q1. Han fick starta loppet efter att han fått dispens från domarna.

## Loppet
| Pos. | Nr | Förare             | Konstruktör          | Varv | Tid         | Grid | P  |
| ---- | -- | ------------------ | -------------------- | ---- | ----------- | ---- | -- |
| 1    | 2  | Mark Webber        | Red Bull-Renault     | 52   | 1:25.11,288 | 2    | 25 |
| 2    | 5  | Fernando Alonso    | Ferrari              | 52   | +3,060      | 1    | 18 |
| 3    | 1  | Sebastian Vettel   | Red Bull-Renault     | 52   | +4,836      | 4    | 15 |
| 4    | 6  | Felipe Massa       | Ferrari              | 52   | +9,519      | 5    | 12 |
| 5    | 9  | Kimi Räikkönen     | Lotus-Renault        | 52   | +10,314     | 6    | 10 |
| 6    | 10 | Romain Grosjean    | Lotus-Renault        | 52   | +17,101     | 9    | 8  |
| 7    | 7  | Michael Schumacher | Mercedes             | 52   | +29,153     | 3    | 6  |
| 8    | 4  | Lewis Hamilton     | McLaren-Mercedes     | 52   | +36,463     | 8    | 4  |
| 9    | 19 | Bruno Senna        | Williams-Renault     | 52   | +43,347     | 13   | 2  |
| 10   | 3  | Jenson Button      | McLaren-Mercedes     | 52   | +44,444     | 16   | 1  |
| 11   | 14 | Kamui Kobayashi    | Sauber-Ferrari       | 52   | +45,370     | 17   |    |
| 12   | 12 | Nico Hülkenberg    | Force India-Mercedes | 52   | +47,856     | 14   |    |
| 13   | 16 | Daniel Ricciardo   | Toro Rosso-Ferrari   | 52   | +51,241     | 12   |    |
| 14   | 17 | Jean-Éric Vergne   | Toro Rosso-Ferrari   | 52   | +53,313     | 23   |    |
| 15   | 8  | Nico Rosberg       | Mercedes             | 52   | +57,394     | 11   |    |
| 16   | 18 | Pastor Maldonado   | Williams-Renault     | 51   | +1 varv     | 7    |    |
| 17   | 20 | Heikki Kovalainen  | Caterham-Renault     | 51   | +1 varv     | 19   |    |
| 18   | 24 | Timo Glock         | Marussia-Cosworth    | 51   | +1 varv     | 20   |    |
| 19   | 25 | Charles Pic        | Marussia-Cosworth    | 51   | +1 varv     | 24   |    |
| 20   | 22 | Pedro de la Rosa   | HRT-Cosworth         | 50   | +2 varv     | 21   |    |
| 21   | 23 | Narain Karthikeyan | HRT-Cosworth         | 50   | +2 varv     | 22   |    |
| Ret  | 15 | Sergio Pérez       | Sauber-Ferrari       | 11   | Kollision   | 15   |    |
| Ret  | 11 | Paul di Resta      | Force India-Mercedes | 2    | Skada       | 10   |    |
| DNS  | 21 | Vitalij Petrov     | Caterham-Renault     | 0    | Motor       | 18   |    |

| Förare och stall som tog poäng ▬▬ |

## Ställning efter loppet
|     | Pos. | Förare           | Poäng |
| --- | ---- | ---------------- | ----- |
| ▬   | 1    | Fernando Alonso  | 129   |
| ▬   | 2    | Mark Webber      | 116   |
| ▲ 1 | 3    | Sebastian Vettel | 100   |
| ▼ 1 | 4    | Lewis Hamilton   | 92    |
| ▲ 1 | 5    | Kimi Räikkönen   | 83    |

|     | Pos. | Konstruktör      | Poäng |
| --- | ---- | ---------------- | ----- |
| ▬   | 1    | Red Bull-Renault | 216   |
| ▲ 2 | 2    | Ferrari          | 152   |
| ▬   | 3    | Lotus-Renault    | 144   |
| ▼ 2 | 4    | McLaren-Mercedes | 142   |
| ▬   | 5    | Mercedes         | 98    |

- Notering: Endast de fem bästa placeringarna i vardera mästerskap finns med på listorna.